# Angelo Fabroni
Angelo Fabroni, född den 25 september 1732 i Marradi, död den 22 september 1803 i Pisa, var en italiensk litteraturvetare och historiker. 
Fabroni hade genom Leopold av Toscanas beskydd mycket fritid till litterära studier och reste även en del i Europa. Hans verk är talrika och åtnjöt samtidens erkännande, särskilt hans huvudverk, de på latin författade 153 Vitæ Italorum doctorum excellentium qui sæculis XVII et XVIII floruerunt (20 band, 1778–1805), som förskaffade honom hedersnamnet "den italienske Plutarchos". Liknande biografiska arbeten är de latinska levnadsteckningarna över Lorenzo de' Medici (1784), Cosimo de' Medici (1788–1789) och Leo X (1797), samt på italienska en rad lovtal med titeln Elogi d'illustri Italiani (2 band, 1786–1789) och Elogi di Dante Alighieri e di Torquato Tasso (1800). Åren 1771–1796 redigerade han vidare den i Pisa utkommande tidskriften Giornale de' Letterati (i allt 102 band). Fabronis självbiografi står i sista bandet av hans Vitæ Italorum.